# باتريك بيزيرا دو ناسيمنتو
باتريك بيزيرا دو ناسيمنتو (بالبرتغالية: Patrick Bezerra do Nascimento‏) (ولد في 29 يوليو 1992)، المعروف ببساطة باسم باتريك، لاعب كرة قدم برازيلي يلعب مع إنترناسيونال كلاعب وسط.

## وصلات خارجية
- باتريك بيزيرا دو ناسيمنتو على موقع قاعدة بيانات كرة القدم.إي يو (الإنجليزية)
- باتريك بيزيرا دو ناسيمنتو على موقع قاعدة بيانات كرة القدم.إي يو (الإنجليزية)
- باتريك بيزيرا دو ناسيمنتو على موقع Soccerway.com (الإنجليزية)
- باتريك بيزيرا دو ناسيمنتو على موقع عالم كرة القدم.نت (الإنجليزية)

- Patrick  على سكروي